# 休伯特·史蒂文斯
休伯特·史蒂文斯（英語：Hubert Stevens，1890年3月7日—1950年11月26日），美国男子雪车运动员。他曾代表美国参加1932年和1936年冬季奥林匹克运动会雪车比赛，其中在1932年冬季奥运会获得一枚金牌。